# (14223) Dolby
Pour les articles homonymes, voir Dolby (homonymie).
(14223) Dolby est un astéroïde de la ceinture principale et aréocroiseur découvert par C. W. Juels le 3 décembre 1999 à Fountain Hills. Sa désignation provisoire est 1999 XW1.
Il tient son nom de John Dolby (né en 1961), opérateur sur le télescope du Capilla Peak Observatory de l'Université du Nouveau-Mexique en 1988-1989.